# Parhamaxia
Parhamaxia är ett släkte av tvåvingar. Parhamaxia ingår i familjen parasitflugor.
Kladogram enligt Catalogue of Life:
| Parhamaxia | \| \| Parhamaxia antennata \| \| \| \| \| \| Parhamaxia discalis \| \| \| \| \| \| Parhamaxia palposa \| \| \| \| |
|            | \| \| Parhamaxia antennata \| \| \| \| \| \| Parhamaxia discalis \| \| \| \| \| \| Parhamaxia palposa \| \| \| \| |
|            | Parhamaxia antennata                                                                                              |
|            | |
|            | Parhamaxia discalis                                                                                               |
|            | |
|            | Parhamaxia palposa                                                                                                |
|            | |